# Ivor Novello Awards
Ivor Novello Awards sunt premii muzicale acordate anual de către BASCA celor mai prolifici textieri și compozitori, începând cu anul 1955.